# میشل کالینز
میشل کالینز (انگلیسی: Michelle Collins؛ زادهٔ ۲۸ مهٔ ۱۹۶۱) هنرپیشه، مجری تلویزیون اهل بریتانیا است.